# 契島

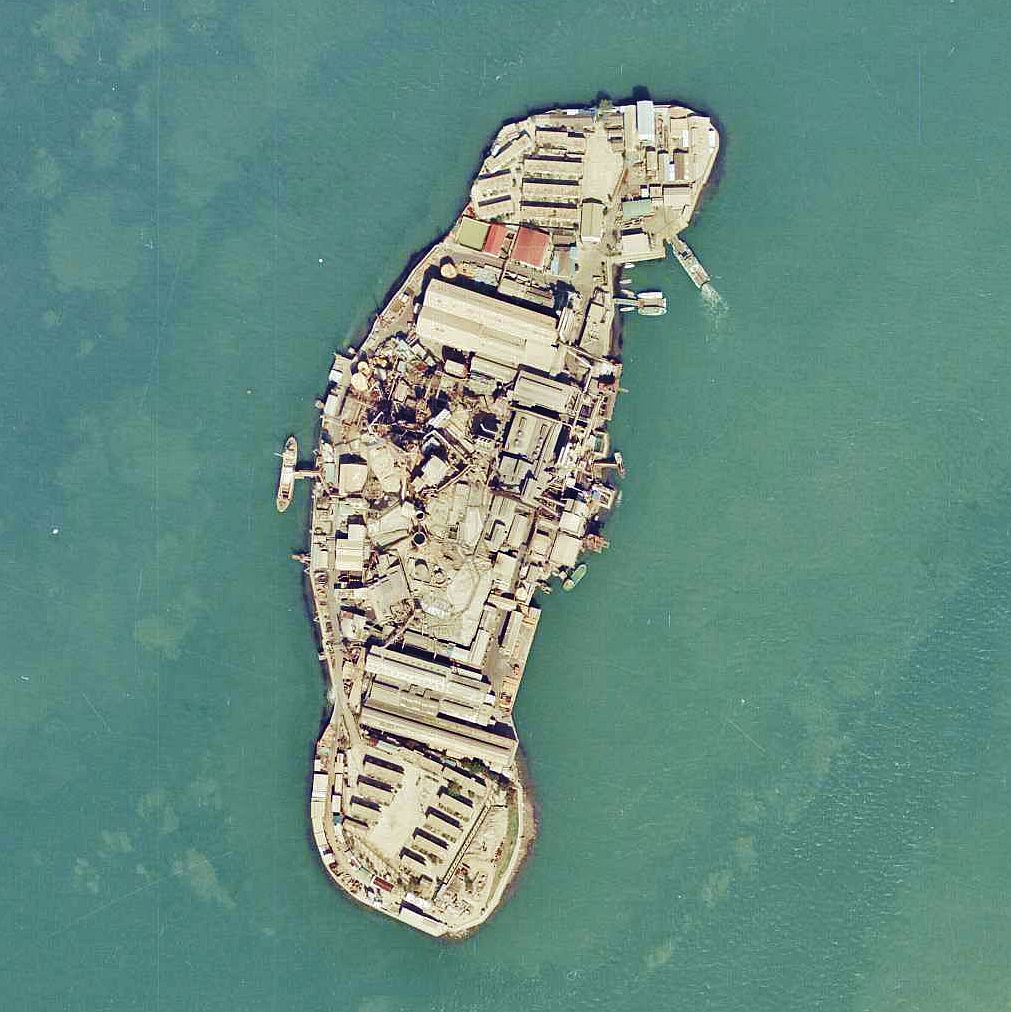
契島空撮
島の中央部に工場、南部に物流センター、北部に事務所および社宅がある。

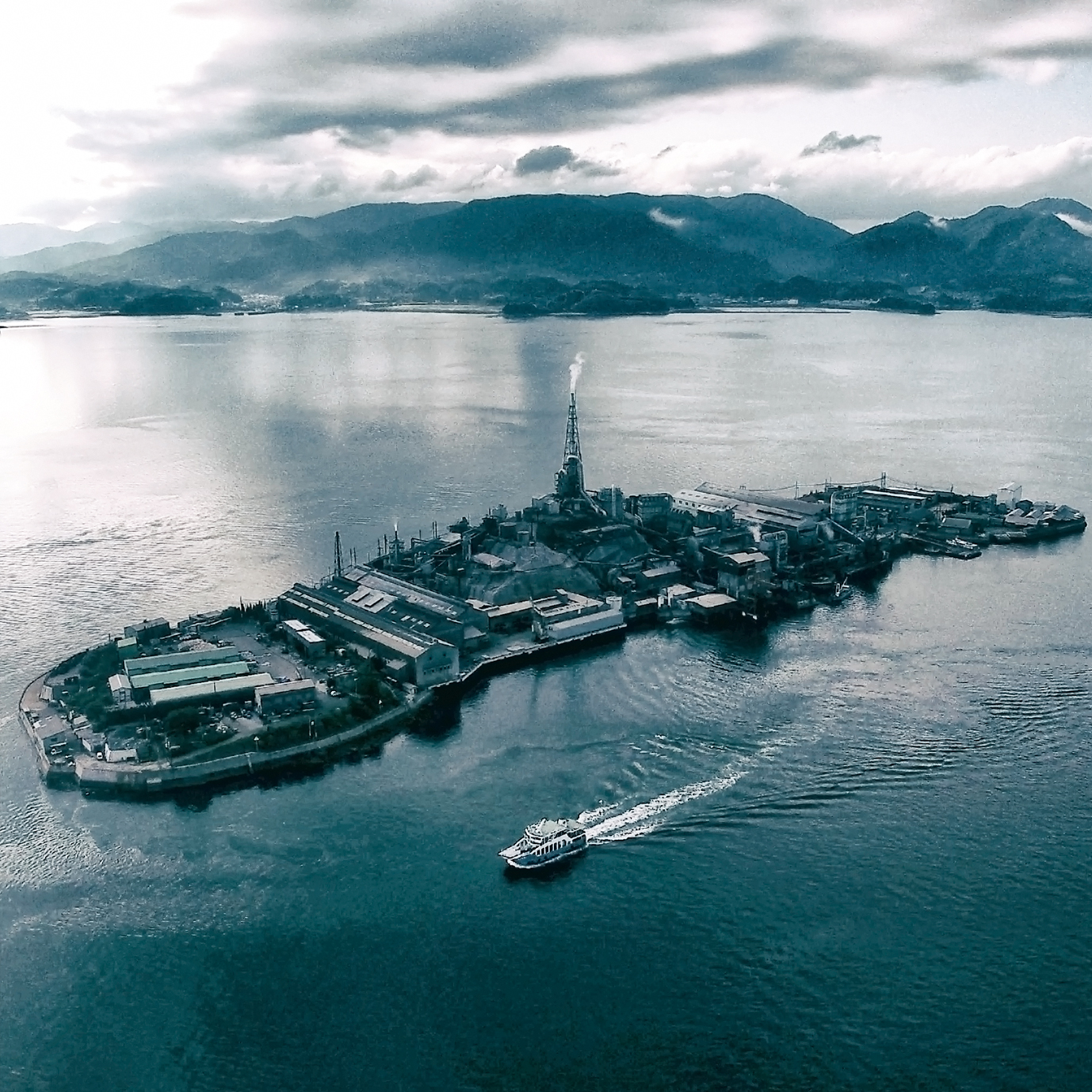
契島（ドローン空撮）2016年

契島（ちぎりしま、ちぎりじま）は、広島県豊田郡大崎上島町、瀬戸内海に浮かぶ芸予諸島の島。

## 地理
広島県竹原市の沖合い約4キロメートルに位置し、面積は9万平方メートル。
島の大部分が東邦亜鉛株式会社の所有地で、子会社の東邦契島製錬の工場（契島製錬所）である。日本の40％以上の鉛が契島で製錬されている。2017年現在、日本国内で鉛鉱石からの製錬を行っている工場は契島の工場のみである。
大崎上島町営フェリーが立ち寄る波止場を除き、同社関係者以外は立入禁止である。しかし、工場マニア・廃墟マニアの間で端島（長崎県）に次ぐ「もう一つの軍艦島」として注目を浴び、無断で工場敷地内に立ち入るマニアが後を絶たない。
島には7つの工場の他に、物流センターや社員住宅があり、2017年現在で30人の作業員が居住する。鉛は、オーストラリアや南アメリカなど海外から輸入した鉱石を製錬して生産され、2017年現在年間9万トンを出荷し、主に自動車バッテリーの原料として使用される。

## 歴史
1899年（明治32年）に深川鉱山製錬所として銅の精錬が始まった。その後、何度か経営者が変わるが、1950年（昭和25年）に東邦亜鉛が買収した。後に銀の精錬も始め、今日に至る。
2022年（令和4年）3月1日、東邦亜鉛は契島における鉛精錬事業を新設子会社の東邦契島製錬に承継させた。

## 交通

### 水上交通
竹原港と白水港（大崎上島）との間で定期便が運航されている。
- 契島運輸
  - 竹原港 - 契島 （所要時間 20分、平日 1日17往復）
  - 白水港 - 契島 （所要時間 20分、1日7往復）
- 大崎上島町営
  - 白水港 - 生野島 - 契島（所要時間 30分、1日6往復）

## 関連文献
- 「国内鉛製錬所の概要」『日本鉱業会誌』第78巻第894号、日本鉱業会、1962年、966-976頁、doi:10.2473/shigentosozai1953.78.894_966。